# Ђамана (Драгоешти)
Ђамана (рум. Geamăna) насеље је у Румунији у округу Валча у општини Драгоешти. Oпштина се налази на надморској висини од 179 m.

## Становништво
Према подацима из 2002. године у насељу је живело 482 становника, од којих су сви румунске националности.